# Esther Carena
Esther Carena, née Franziska Lucia Pfeiffer (24 août 1898 - 26 janvier 1972) est une actrice allemande. Elle est apparue dans plus de 30 films entre 1916 et 1924.

## Biographie
Fille d'un père allemand et d'une mère espagnole, elle étudie la médecine pendant un semestre et se forme dans une troupe d'acrobates italienne. Jusqu'en 1916, elle vit principalement en Italie et y joue dans des sketches au théâtre.
En 1916, elle arrive en Allemagne et est découverte par l'acteur et réalisateur suédois Nils Olaf Chrisander. Elle tient le rôle d'actrice principale dans des thrillers, des drames et des mélodrames mis en scène par Harry Piel à la fin de la Première Guerre mondiale. Elle conçoit elle-même plusieurs de ses propres costumes. En 1924, elle épouse le scénographe Franz Schroedter (en) et se retire du cinéma.

## Filmographie (non exhaustive)
| Année | Titre                         | Rôle    | Remarques |
| ----- | ----------------------------- | ------- | --------- |
| 1918  | The Ghost Hunt (en)           | Juanita |           |
| 1922  | The Queen of Whitechapel (en) | Ninette |           |
| 1923  | The Shadow of the Mosque (en) |         |           |
| 1924  | Dangerous Clues (en)          | Gitty   |           |